# Aerangis kirkii
Aerangis kirkii es una orquídea epífita originaria de África.

## Distribución y hábitat
Se encuentra en Etiopía, Kenia, Tanzania, Mozambique y Sudáfrica en las zonas costeras entre arbustos y bosques de ribera  y pequeños árboles y en altitudes de hasta 450 m s. n. m.

## Descripción
Es una planta pequeña de tamaño que prefiere clima caliente a fresco, es epífita, que surge en la profunda sombra y alta humedad con un tallo corto con 2 a 7 hojas de color verde oscuro a verde gris, a veces con un tinte rojizo, oblanceoladas, con el ápice bi-lobulado de manera desigual, redondeado a agudo. Florece en una inflorescencia colgante de 17 cm de largo con 2 a 6 flores de 2.5 a 5 cm de ancho, con una primera flor apical que es generalmente mayor que el resto de las flores, estas son de color blanco fuertemente impregnada de color salmón. La floración se produce en otoño.

## Taxonomía
Aerangis kirkii fue descrita por (Rchb.f.) Schltr. y publicado en Beihefte zum Botanischen Centralblatt 36: 118. 1918.
Etimología
El nombre del género Aerangis procede de las palabras griegas: aer = (aire) y angos = (urna), en referencia a la forma del labelo.
kirkii: epíteto otorgado en honor de Kirk (Consejero inglés en Zanzíbar y entusiasta de las orquídeas de los años 1900).
Sinonimia
- Angraecum apiculatum var. kirkii (Rchb.f.) Rchb.f. 1885;
- Angraecum bilobum var. kirkii Rchb.f. 1882;
- Angraecum kirkii (Rchb.f.) Rolfe 1897[1][3][4]